# 1. FC Burg
Der 1. FC Burg ist ein Fußballverein aus Bremen.

## Geschichte
Der Verein wurde 1957 beim „Opa Haesloop“ (heute: Gaststätte Burger Tenne) gegründet. 2004 stieg er erstmals für zwei Jahre in die Bremer Verbandsliga auf. Von 2010 bis 2014 spielte der 1. FC Burg erneut in der Bremen-Liga. Nach zwei Abstiegen in Folge und einem Aufstieg aus der Kreisliga A, spielt die erste Mannschaft in der Saison 2019/20 in der Bezirksliga Bremen.
Seine Heimspiele trägt der Verein im Sportpark Grambke aus.

## Erfolge
- 2004: Aufstieg in die Verbandsliga Bremen
- 2010: Aufstieg in die Bremen-Liga
- 2019: Aufstieg in die Bezirksliga Bremen